# Xolani Hodel
Xolani Hodel (* 15. Juni 2002 in Orange, Kalifornien) ist eine US-amerikanische Beachvolleyballspielerin.

## Karriere

### Karriere Jugend und Hochschulsport
Das Multitalent verdiente sich in der Huntington Beach High School elf letters in fünf verschiedenen Sportarten. Das waren Beachvolleyball, Volleyball, Basketball, Fußball und Leichtathletik. Zahlreiche weitere Auszeichnungen wurden der Schülerin während der Ausbildung verliehen. Sie war drei Mal im All-Sunset League dream team und wurde zwei Mal zur MVP im Hallenvolleyball. Auch in der Leichtathletik wurde sie als wertvollste Sportlerin ausgezeichnet. In drei verschiedenen Jahren erreichte sie das CIF Hochsprungfinale. In jeder Sportart wurde sie ins Sunset Conference All-Academic Team gewählt. Außerdem gehörte sie 2018 und 2019 zum USA Beach Volleyball National team. 2020 kamen All American und Sportlerin des Jahres Ehrungen hinzu.
Ab 2021 war die Kalifornierin Studentin der Stanford University. In der ersten Saison hatte sie eine Bilanz von zweiundzwanzig Siegen und elf Niederlagen. Dies war zu diesem Zeitpunkt die dritthöchste Siegquote, die jemals an der Uni erreicht wurde. Im Dezember stand Hodel mit Kate Reilly in der Vorschlussrunde der Jugendweltmeisterschaft. Am 24. April 2022 toppten die beiden den Hochschulrekord der Cardinal, als das Duo den neunundzwanzigsten Sieg erkämpfte. Dies war zuvor keinem anderen Beachpaar der Stanford gelungen. Als Freshman wurde Hodel AVCA First Team All-American und gehört zum All-Pac-12 First Team sowie zum All-Pac-12 Freshman Team. Die Ligaauszeichnung wurde ihr auch als Sophomore verliehen und eine weitere All-American Ehrung kam hinzu, diesmal jedoch im Second Team. Diese beiden Belobigungen erhielte sie auch in ihrem Junior-Jahr. Zudem erreichten die Cardinal dank ihrer Hilfe zum dritten Mal in Folge die Endrunde der NCAA-Championship und zum ersten Mal konnten sie dort ein Spiel für sich entscheiden. 2024 konnte Stanford das Ergebnis aus dem Vorjahr wiederholen. Xolani Hodel wurde zum vierten Mal ins All-Pac-12 First Team sowie als All-American gewählt und zum erhielt dabei zum zweiten Mal die Auszeichnung als AVCA First Team All-American. Sie war die erste Beachvolleyballerin der Ausbildungsstätte, die diese Ehrung erhielt und sie war die erste Sportlerin überhaupt an der Stanford, die vier Mal ins All-Pac-12 First Team gewählt wurde. Bei der Viertelfinalniederlage ihrer Hochschule erreichte sie ihren neunzigsten Sieg für die Cardinal. Dies waren die zweitmeisten Erfolge einer Studentin in der Geschichte Stanfords hinter ihrer ehemaligen Partnerin Kate Reilly, die siebenundneunzig Mal gewann.
Den absoluten Höhepunkt ihrer studentischen sportlichen Laufbahn erlebt die im Orange County geborene Athletin im September des Jahres, als sie zum zweiten Mal an der FISU-Studentenweltmeisterschaft teilnahm. Das erste Mal hatte sie zwei Jahre vorher mit Torrey Van Winden den sechzehnten Rang belegt. Diesmal an der Seite von Alexis Durish war das erste Zwischenziel mit dem Poolsieg erreicht. Danach besiegten die US-Amerikanerinnen alle Kontrahentinnen bis einschließlich Viertelfinale. Anschließend mussten auch die Deutschen Paula Schürholz und Janne Uhl die Überlegenheit ihrer Gegnerinnen anerkennen. Im Endspiel erwiesen sich jedoch deren Landsfrauen Hanna-Marie Schieder und  Anna-Lena Grüne als die Stärkeren, sodass Durish und Hodel Vizestudentenweltmeisterinnen wurden.

### Karriere AVP und FIVB
2019 und 2021 unternahm Xolani Hodel zwei vergebliche Versuche, ins Hauptfeld eines AVP-Events zu gelangen. 2022 stand sie mit Kimberly Hildreth sowohl in Denver als auch in Hermosa Beach direkt im Hauptwettbewerb der Open. Das Beachpaar belegte in Colorado den neunten und in Kalifornien den siebten Platz. Noch besser lief es im gleichen Jahr beim ersten Challenge der internationalen Beachserie in Dubai mit Hailey Harward. Die beiden setzten sich nach zwei überstandenen Qualifikationsrunden und dem dritten Rang im Pool auch in der Lucky Loser Runde durch. Anschließend bezwangen sie Sunniva Helland-Hansen / Emilie Olimstad und sicherten sich so den geteilten fünften Rang in der bevölkerungsreichsten Stadt der  Vereinigten Arabischen Emirate. Eine Saison später erreichten Iya Lindahl und Hodel das Endspiel beim FIVB Futures in El-Alamein sowie Kahlee York und Hodel eine Viertel- und eine Achtelfinalteilnahme bei der AVP Tour. 2024 stand das Duo zum ersten Mal in einem Finale bei der amerikanischen Beachserie. In Waupaca schlugen sie im Semifinale ihre Landsfrauen Savvy Simo und Abby Van Winkle. In Denver und Virginia Beach gehörten sie zu den besten Acht und in Chicago zu den Top Zwölf. Im gleichen Jahr erklomm Xolani Hodel zum ersten Mal bei einem Event der World Pro Tour die oberste Stufe des Podests. Beim Futures in Pompano Beach siegte sie mit Kimberly Hildreth. Mit ihrer Partnerin der FISU-WM gewann sie anschließend noch einen Wettbewerb der NORCECA Beachserie.

## Auszeichnungen
- 2021: AVCA First Team All-American, All-Pac-12 First Team, zum All-Pac-12 Freshman Team
- 2022: AVCA Second Team All-American, All-Pac-12 First Team
- 2023: AVCA Second Team All-American, All-Pac-12 First Team[2]
- 2024: AVCA First Team All-American, All-Pac-12 First Team[4]

## Persönliches
Die Sportlerin ist die Schwester von Xander und die Tochter von C. Peggy Odita-Hodel, die in Stanford als Leichtathletin die Pac-10 im Siebenkampf gewann, und von Greg Hodel, der an der UCLA an verschiedenen Wurfdisziplinen teilnahm. Xolani Hodel schloss ihr Studium mit einem Notendurchschnitt von 3,68 als Produktdesignerin ab.